# Bullethead
Bullethead – drugi singel zespołu Janitor Joe wydany w 1992 roku przez Amphetamine Reptile Records. Utwory nagrano w AmRep Recording Division.

## Lista utworów
1. "Bullethead" (muz. i sł. Janitor Joe) – 1:47
2. "KCL" (muz. i sł. Janitor Joe) – 3:50

## Skład
- Joachim Breuer – śpiew, gitara
- Kristen Pfaff – gitara basowa
- Matt Entsminger – perkusja

produkcja
- Greg Lee Processing